# Ревіндикація
«Ревіндика́ція» (з польської — «повернення майна») — акція руйнування православних церков на Холмщині і Південному Підляшші під приводом примусового навернення православних Польщі до римо-католицької віри, здійснена у 1937-1938 силами польського Корпусу Охорони Прикордоння, польської армії та поліції.
Знищення, закриття та переведення на римо-католицтво православних церков почалося після проголошення незалежності Польщею в 1918 році й досягло свого апогею в 1938 році. Кампанія ревіндикації була частиною загальної політики Другої Польської Республіки до Православної Церкви, прагнучи максимально обмежити її політичний та соціальний вплив і розірвати зв'язки з національними меншинами України, Росії та Білорусі. Важливим мотивом також була сильна ворожість до Православної Церкви, як правило, пов'язана з Росією, як сила релігії, що закріплювалася на польських землях силою. Діяльність з ревіндикації здійснювалася як з ініціативи «знизу вгору», через спонтанне захоплення церкви католиками, а, особливо на останньому етапі, згідно заздалегідь розроблених планів затверджених урядом. Православні храми, які стали об'єктом ревіндикації, були знесені, закриті, пристосовані до римо-католицьких церков або до громадських будівель. По-перше, православна церква була перебудована в римо-католицьких церкви і уніатських церкви, однак, з пожвавленням і пов'язаною полонізацією населення, активні церкви православних були також зруйновані або закриті.
Згідно з збереженими документами, метою акції 1937—1938 рр. була повна полонізація районів на захід від Бугу і максимальне зміцнення польських культурних впливів на схід від нього. Ці плани не були реалізовані у зв'язку з початком Другої світової війни та ставленням православного населення.

## Передумови

Селяни села Павловичі (Холмщина) моляться на руїнах церкви. 29 липня 1929 р.

За 1918—1924 рр. при неформальній підтримці польського уряду під костели захоплено 315 культових об'єктів, з них 175 колишніх греко-католицьких церков, відданих у 1875 р. царською владою Російській православній церкві.
Другу хвилю релігійної експансії польська влада розпочала в 1929 р., але змушена була згорнути того ж року через масовий спротив українського населення і міжнародний розголос, зокрема на Холмщині з 97 запланованих церков знищено тільки 23. За даними Малгожати Винярчик-Косаковської православна церква за 1918—1933 рр. втратила коло 500 церков, з них 346 на Холмщині й Підляшші (137 захоплені під костели, 104 закриті й 91 зруйнована).
Наступним кроком стало рішення варшавського суду в 1933 р., який постановив передати римо-католицькій церкві 70 церков, а долю 708 віддав на розсуд місцевих адміністрацій.
Одним із офіційних аргументів тогочасної польської влади щодо необхідності руйнування православних святинь було те, що в багатьох місцевостях, де не мешкають православні, існують непотрібні церкви, збудовані в часи російської окупації Польщі. Для підтримки акції використовували проурядову пресу, в якій уміщували статті про «українську небезпеку» на Холмщині. Православну церкву в Польщі звинувачували у русифікаційній та українізаційній діяльності.
Підготовку полонізаційно-ревіндикаційної акції було розпочато в Люблінському воєводстві наприкінці 1936 року. 11 грудня було створено Координаційний комітет при командуванні Округу корпусу № ІІ (Люблін), який охоплював своєю діяльністю п'ять повітів Люблінського та Волинське воєводство. До складу комітету входили представники війська та близько двадцяти польських громадських організацій цих воєводств. Очолив його командир Округу Мєчислав Сморановський. На засіданні комітету, яке відбулося в червні 1937 року, сформували основні принципи його діяльності. Одним із головних  потреба консолідації всіх верств суспільства для «зміцнення польськості» на територіях діяльності комітету. Серед пріоритетних завдань — підготовка до проведення ревіндикаційної акції.

## Перебіг акції

Руйнація церкви у c. Витків

Руйнація церкви у c. Кулемчиці

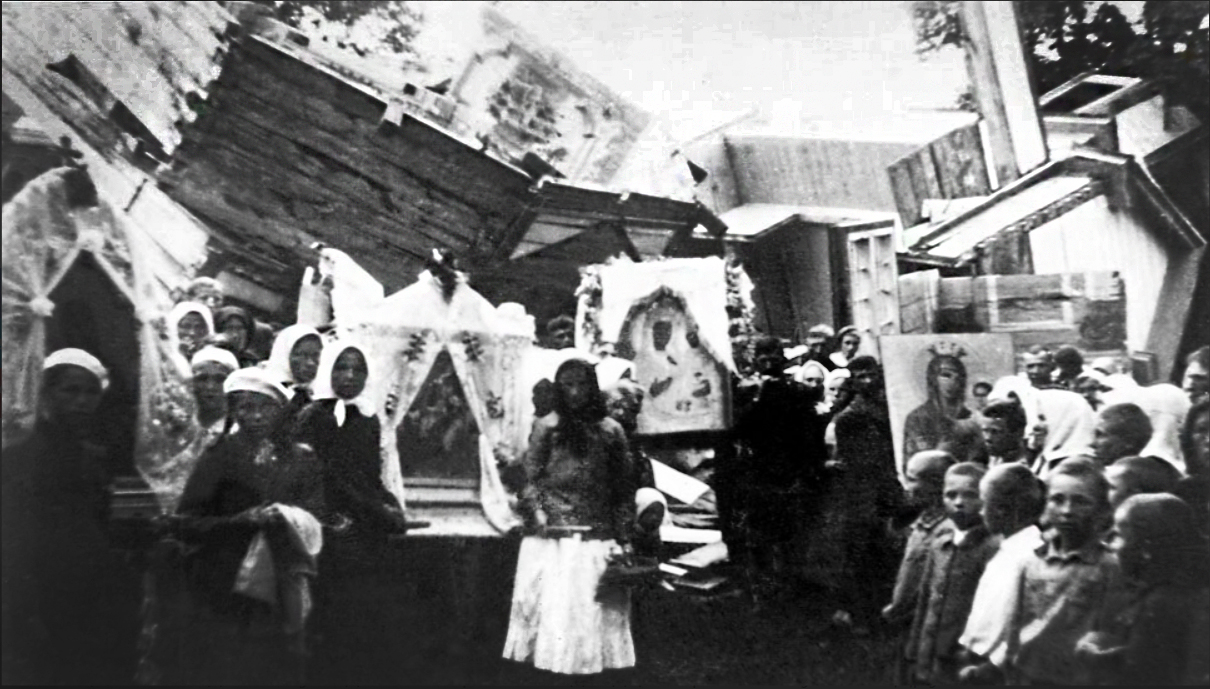
Віруючі на руїнах церкви у с. Пригоріле

План акції мав назву «Основні директиви щодо полонізації Холмщини». Основна думка програми акції: «Усі православні Холмщини — зрущені або обрусинені поляки».
Безпосереднє керівництво акції доручили командиру 3-ї піхотної дивізії Легіонів генералу Бруно Ольбрихту. У квітні 1938 року генерал накреслив ретельний план проведення ревіндикаційної акції. До неї також готували польську громадську думку. Весною, під час Великого посту та Великодніх свят, влада розпочала закриття позаштатних та храмів які офіційно не діяли. Окрім закриття траплялися випадки й підпалів церков. Також поляки ліквідували частину офіційних православних парафій. Влада чинила тиск на священиків, щоб проповіді й уроки Закону Божого викладалися польською мовою. Проводили офіційні урочистості переходу православних до католицизму за участі війська та керівників адміністрації.
21 травня 1938-го на зміну Ольбрихту призначили полковника Мар'яна Турковського. В процесі руйнування не дотримувалися жодних нормативних приписів. Руйнувалося все, що здавалося владі зайвим. Розпорядження про знесення храму ухвалювали місцеві координаційні комітети. Процес розбирання храму організовувала управа гміни за дорученням повітового старости. Безпосередніми виконавцями руйнування ставали команди пожежників, в'язні, військові формування саперів або спеціально найняті робітники. Керували руйнуванням військові або поліція.
Питання знищення церков було піднято на засіданнях польського Сейму та Сенату. Зокрема, Степан Баран, політик Українського національно-демократичного об'єднання родом із Галичини, греко-католик за віросповіданням, підготував два звернення до голови польського уряду. У своєму пастирському посланні греко-католицький львівський митрополит Андрей Шептицький висловив обурення з приводу руйнування православних церков.
Тривала з початку травня до 16 липня 1938 р., коли було виконано поставлені планом завдання.
Особливо постраждало українське населення Люблінського воєводства (Холмщини та Підляшшя), де було зруйновано 127 православних храмів (91 церква, 10 каплиць і 26 домів молитов), ще 3 забрано під костели і 4 — під морги, а залишилося заледве 49 парафіяльних і 5 філіяльних церков та 1 монастир. Серед зруйнованих були як найдавніші пам'ятки архітектури (церква в Щебрешині з 1184 року, в Білій Підляській — з 1582, в Замості — з 1589, в Колниці — з 1578), так і 20 найновіших — збудованих після Першої світової війни. Внаслідок закриття церков та інших репресивних заходів у 1938 р. коло 10 % українців Холмщини перейшли на латинський обряд. Залишених священиків зобов'язано перейти на польську мову і за звітом поліції 31 липня польською мовою проповіді виголосили 22 священики, українською — 20, а 10 не виголошували. Подальший план ревіндизації укладено на конференції 23 лютого 1939 р. (за участі представників уряду, армії та місцевої адміністрації) для повної ліквідації православних церков у Люблінському воєводстві (Холмщини та Підляшшя) в 1941 р., однак Друга світова війна його зірвала.
|                                       | Роль Церкви мусить відповідати польським державним інтересам, а отже бути чинником, який діє в дусі цих інтересів, пов’язувати громадян передовсім із польською державою, а стосовно Люблінщини мусить бути чинником полонізації. Ми прагнемо полонізації православ’я |
| — Люблінський воєвода Юзеф Ружнєцький | |

|                                                | Останню Божественну Літургію совершив о. Семен Демчук 15 травня 1938 р. у присутності постового державної поліції. Зібралися на цю останню літургію всі місцеві й довколишні православні українці, від дітей до старих, і увесь час голосно і гірко плакали. Не витримав і поліціянт і вийшов перед закінченням богослужіння. Отця Семена Демчука повітовий староста у Томашеві за недозволене здійснення православних богослужінь покарав двомісячним арештом і у червні 1938 р. виселив із Тарноватки |
| — З інтерпеляції посла до Сейму Степана Барана | |

Факти

Демонтаж хрестів кафедрального собору у Холмі після передачі його римо-католикам. Фото 1920-1939 рр.

- Формування, які брали участь у руйнуванні храму, прибували в населений пункт на світанку, траплялося й вночі. Їх супроводжували представники місцевої адміністрації. Іноді, якщо храм був діючим, виконавці акції примушували православного священика винести дарохранительницю з Драми. У випадку відмови погрожували ув'язненням. Проте частіше знищували сам храм разом із усім оснащенням, часто й парафіяльні бібліотеки чи архіви. Представники влади демонстрували зневажання православної віри — заходили до храму в шапках та з собаками.

- Руйнування храмів часом межували з абсурдом. В зверненні посла до сейму Степана Барана від 21 липня 1938 року повідомлялося, що в містечку Савині Холмського повіту за наказом повітового старости зруйнували муровану православну церкву, яка навесні цього ж таки року була відремонтована, зокрема й за державні кошти.

- У 1938 році знищено найстаріші пам'ятки церковної архітектури на території тодішньої Польщі: храм у Білій-Підляській 1582 року, Замості 1589-го, в Корниці 1578-го та інші. Розібранню підлягала й одна з найстаріших мурованих православних церков у Польщі  церква Успіння Пресвятої Богородиці в Щебрешині (XVI ст.). Лише після протестів місцевої інтелігенції отримано згоду на її часткове збереження «у якості історичних руїн».

- 16 липня 1938-го у Варшаві зібрався Собор єпископів Автокефальної православної церкви у Польщі. На ньому прийняли меморандум до представників державної влади, в якому наголошувалося про несправедливі утиски, яким піддавалася Православна церква. Собор звернувся із посланням до вірних та закликав їх до особливого триденного посту через трагічні події на Холмщині та Південному Підляшші. Подання конфіскували, а священиків, які його зачитали в церквах, покарали.[1]

## Перелік населених пунктів Холмщини і Підляшшя де у міжвоєнний період було зруйновано православні храми
Відовідно до узагальнених даних про кількість церков на Холмщині та Підляшші із працю І. Крип'якевича, М. Сівіцького, Б. Жуківа, в період міжвоєнної Польщі, передовсім під час Ревіндикації було знищено православні церкви у наступних населених пунктах:
- с. Бердище
- с. Березно
- с. Біла Підляська (церква і каплиця)
- с. Біща
- с. Богородиця
- с. Богутичі
- c. Бокинка
- с. Бортятичі (спалена у 1932)
- с. Бусівно (1932)
- с. Бусьно
- с. Вакиїв
- с. Василів
- с. Венгрів
- с. Вепрове Озеро
- с. Верещин
- с. Верщиця
- с. Витично
- с. Витків
- с. Войславичі (церква і 2 каплиці)
- с. Голешів
- с. Головно
- с. Голуб'є
- с. Голя
- с. Гонятичі, Гонятин
- с. Гопке
- с. Городло (3 храми)
- с. Городок Надбужний
- с. Горощиці
- с. Гостинне
- с. Гребенне
- с. Гусинне
- с. Депултичі Королівські
- с. Дережня
- с. Дяконів
- с. Добрятичі
- с. Добромишль
- с. Долгоброди
- с. Дуб
- с. Дутрів
- с. Жабче
- с. Жаринки (спалена)
- с. Забірці (2 храми)
- с. Заболоття (церква на цвинтарі)
- с. Загорів (церква і 5 каплиць)
- с. Закрівок
- м. Замістя
- с. Замх
- с. Збереже
- с. Зимно
- с. Злоєць
- с. Золів
- с. Канє
- с. Києвець
- с. Клятви
- с. Кмичин
- с. Княжпіль
- с. Кобло
- с. Кодень
- с. Колембрід
- с. Коргині
- с. Колемчиці
- с. Колеховичі
- с. Комарів
- с. Космів
- с. Костомолоти
- с. Красне
- с. Красник
- с. Крешів (2 церкви)
- с. Крилів
- с. Колоковичі
- с. Кулик
- с. Лабуньки
- с. Лагівці
- с. Ласків
- с. Лащів
- с. Ликошин
- с. Липини
- с. Лійно
- с. Ліщани
- с. Ломази
- с. Лопінник Руський
- с. Лужків
- с. Луківок
- с. Любартів (у 1929)
- с. Любінь (мол. дім)
- с. Ляцьк
- с. Малків
- с. Межилісся
- с. Микулин
- с. Міняни
- с. Могильниця
- с. Модринь
- с. Морятин
- с. Набріж
- с. Недежів
- с. Неледів
- с. Новосілки (спалена)
- с. Обша
- с. Ольховець
- с. Ополе (у 1929)
- с. Острів
- с. Ощів
- с. Павлів
- с. Павловичі
- с. Паньків
- с. Парчів (Парців)
- с. Переорськ
- с. Пиняни
- с. Підледів
- с. Плаваничі
- с. Поболовичі
- с. Покрівка
- с. Посадів
- с. Потуржин
- с. Пригоріле
- c. Радків
- с. Радостів
- с. Раколупи
- с. Ратичів
- с. Рейовець
- с. Рожанець
- с. Рожанка
- с. Розтока
- с. Руська Воля
- с. Савин
- с. Сагринь
- с. Свірже
- с. Святиця
- с. Серебрище
- с. Сичин (спалена у 1930)
- с. Сілець
- с. Слов'ятин
- с. Сліпче
- с. Собібор
- с. Стара Весь
- с. Староволя
- с. Стенятин
- с. Стрільці
- м. Тарногород
- c. Теребінь
- с. Тарнова
- с. Терноватка
- с. Типин
- м. Тишівці (2 храми)
- с. Турковичі (2 храми)
- с. Туробин
- с. Убродовичі
- с. Угнин
- с. Устимів
- с. Ухані
- с. Хмільок (2 храми)
- с. Ходиванці (каплиця)
- м. Холм (2 храми)
- c. Хорощинка (2 об'єкти)
- с. Хутче
- с. Черніїв
- с. Чомів
- с. Чортовичі
- с. Чулчиці
- с. Шароволя
- с. Шевня
- с. Шумів
- с. Щебрешин (частково зруйнова)
- с. Юрів (каплиця, спалена)
- с. Янів
- с. Ярославець